# Flamandzka Straż Fabryczna
Flamandzka Straż Fabryczna (nid. Vlaamsche Fabriekswacht) – ochotnicza pomocnicza formacja zbrojna złożona z Flamandów podczas II wojny światowej.
Flamandzka Straż Fabryczna została powołana 1 maja 1941 r. przez Christiaana Turcksina (członka Flamandzkiego Związku Narodowego, VNV), który stanął na jej czele. Początkowo istniała jako "prywatna" organizacja na podstawie kontraktu z Luftwaffe (Luftgau) Belgien-Nordfrankreich i nie wchodziła w skład Wehrmachtu. Swoją nazwę przyjęła w październiku 1941 r.
Jej członkowie nosili mundury Luftwaffe ze specjalną odznaką Straży na piersi. Do ich zadań należała ochrona na obszarze okupowanej Flandrii instalacji i różnych obiektów Luftwaffe o znaczeniu militarnym przed sabotażem i atakami ze strony ruchu oporu. W 1943 r. formacja zmieniła nazwę na Vlaamsche Wachtbrigade. W tym czasie w jej skład weszli członkowie bojówek VNV pod nazwą Dietsche Militie/Zwarte Brigade, co było wynikiem rozmów między Ch. Turcksinem i Hendrikiem Eliasem, przywódcą VNV. Jej liczebność wzrosła wówczas do ok. 5 tys. ludzi zorganizowanych w pięć batalionów.
W obliczu zbliżania się wojsk alianckich do okupowanej Belgii formacja została wycofana na obszar Holandii, gdzie w lipcu 1944 r. Flamandowie złożyli przysięgę na wierność Adolfowi Hitlerowi i zostali przekształceni w jednostkę obrony przeciwlotniczej pod nazwą Flämische Flakbrigade.